# Amirah Vann
Amirah Vann (24 de junio de 1980) es una actriz estadounidense conocida por interpretar a Ernestina en la serie de drama Underground y a Teagan Price a partir de la cuarta temporada de la conocida serie “How To Get Away With Murder”, siendo protagonista en las dos últimas.

## Biografía y carrera
Amirah es nativa de Queens, Nueva York. Su padre es afroamericano, de Georgia, y su madre es puertorriqueña. Ella fue educada en la Escuela Preparatoria Far Rockaway, y tiene una licenciatura por la Universidad de Fordham, seguido de una maestría en Bellas Artes grado por la NYU Tisch School of the Arts.
Vann ha aparecido en papeles secundarios en películas, Y Así Va y Trazadores, antes de su extraordinario rendimiento como Ernestina, el jefe de la casa de esclavos de la Macon plantación, en la serie de drama WGN America Underground en el año 2016. La serie fue cancelada después de dos temporadas en el 2017. Más tarde ella invitado estrella en la Ley Y el Orden: Unidad de Víctimas Especiales, y tuvo un papel recurrente en la temporada final de Delitos Mayores como Agente Especial Jazzma Fey. Durante la temporada 2017-18, ella tuvo un papel recurrente en la ABC legal drama How to Get Away with Murder. A principios de 2018, Vann fue a la estrella en el drama de ABC piloto The Holmes Sisters producido por Regina King y Robin Roberts.
Vann también tiene un papel recurrente en Estados Unidos de Red limitada de la serie "Unsolved: El Asesinato de Tupac y Notorious B. I. G." como un agente del FBI asignado a la multi-agencia grupo de trabajo asignado a la Christopher Wallace investigación del asesinato.

## Filmografía

### Cine
| Año  | Título                              | Papel         | Notas        |
| ---- | ----------------------------------- | ------------- | ------------ |
| 2006 | El Asesino de Saint Nicholas Avenue | Saidah        | Cortometraje |
| 2009 | Once More with Feeling              | Camarero      |              |
| 2013 | 80/20                               | Bonita        |              |
| 2014 | Y Así Va                            | Rashida       |              |
| 2015 | Trazadores                          | Angie         |              |
| 2015 | Don't Worry Baby                    | Alison        |              |
| 2016 | La Dueña De Casa                    | Latoya Corbyn | Cortometraje |
| 2019 | Miss Virginia                       | Shondae Smith |              |

### Televisión
| Año       | Título                                     | Papel                         | Notas                                                               |
| --------- | ------------------------------------------ | ----------------------------- | ------------------------------------------------------------------- |
| 2013      | Las niñas                                  | Enojado Señora                | Episodio: "Chicos"                                                  |
| 2014      | Creo                                       | Mucama                        |                                                                     |
| 2014      | Mozart en la Jungla                        | Enfermera                     | Episodio: "El Silencio De La Sinfonía"                              |
| 2016-2017 | Underground                                | Ernestina                     | Reparto Principal, de 20 episodios                                  |
| 2017      | Ley Y Orden: Unidad De Víctimas Especiales | Michelle Morrison             | Episodio: "Estado De Ánimo"                                         |
| 2017      | Los Principales Delitos                    | El Agente Especial Jazzma Fey | Papel recurrente, de 4 episodios                                    |
| 2017–2020 | How to Get Away with Murder                | Tegan Price                   | Papel recurrente (temporada 4), Reparto Principal (temporada 5 y 6) |
| 2018      | Sin Título Holmes Hermanas Proyecto        | Ella Holmes                   | Piloto                                                              |
| 2018      | Sin resolver                               | Justine Simon                 | Papel recurrente, 7 episodios                                       |
| 2021      | Arcane                                     | Sevika                        |                                                                     |

## Premios y nominaciones
| Año  | Premio                      | Categoría                                          | Nominado trabajo | Resultado |
| ---- | --------------------------- | -------------------------------------------------- | ---------------- | --------- |
| 2017 | Premios #48 de Imagen NAACP | Actriz Destacada de reparto en una Serie dramática | Underground      |           |